# バイロト島

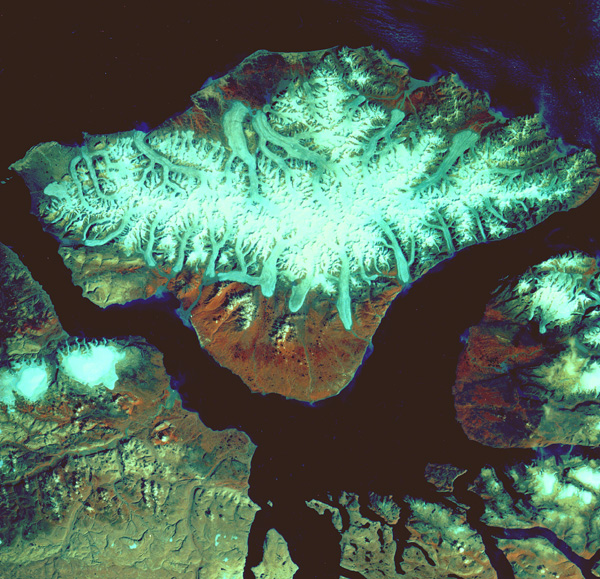
バイロト島の衛星写真

バイロト島（Bylot Island）は、カナダのヌナブト準州に属する島。バイロット島と書くこともある。面積は11,067km2。バフィン島の北に位置する。バイロト島に定住集落は無く、無人島となっている。バフィン島にあるポンド・インレットの集落などからイヌイットが定期的に訪れている。
島のほぼ全域がSirmilik National Parkに含まれている。
島の名前は、イギリスの極地探検家、ロバート・バイロトに由来する。